# Tetranchyroderma psilotopum
Tetranchyroderma psilotopum is een buikharige uit de familie Thaumastodermatidae. Het dier komt uit het geslacht Tetranchyroderma. Tetranchyroderma psilotopum werd in 1998 voor het eerst wetenschappelijk beschreven door Hummon, Todaro, Tongiorgi & Balsamo. 